# Шукай, Хольгер
Хольгер Шукай (нем. Holger Czukay, урожд. Schüring; 24 марта 1938, Вольный город Данциг — 5 сентября 2017, Вайлерсвист, Северный Рейн-Вестфалия, Германия) — немецкий музыкант, бас-гитарист группы Can.

## Биография
Родился в этнически смешанной семье, сменившей славянскую фамилию Шукай на немецкую Шюринг; вернулся к использованию прежней фамилии при начале карьеры рок-музыканта. В феврале 1945 года вместе с семьёй перебрался в Берлин как беженец с фронта военных действий; позднее, уже в Берлине, семья Шюрингов сумела перебраться из советского сектора оккупации в американский.
C 1963 по 1966 год учился музыке у Карлхайнца Штокхаузена. Во время обучения в свободное время участвовал в качестве гитариста и аккордеониста в группе Jetliners, исполнявшей танцевальную музыку. После же обучения недолго работал учителем музыки. Экспериментальной рок-музыкой (Velvet Underground, Фрэнк Заппа) Шукай заинтересовался после того, как его студент Михаэль Кароли дал ему послушать композицию The Beatles 1967 года I Am the Walrus. 
В 1968 году был одним из основателей краут-рок-группы Can, в которой он играл на бас-гитаре и занимался звукозаписью и звукоинженерией. Покинул Can в 1977 году, незадолго до их официального распада, из-за недовольства вмешательством жены клавишника группы Ирмина Шмидта в творчество коллектива.
Шукай записал множество сольных работ, совместных альбомов, несколько альбомов с музыкой эмбиент. Занимался звукоинженерией и семплированием.
Скончался 5 сентября 2017 года в старой студии CAN в Вайлерсвисте, спустя несколько недель после смерти своей супруги и соавтора U-She.

## Дискография

### Сольные и совместные альбомы
- Canaxis (1969)[11]
- Movies (1980)
- Biomutanten / Menetekel (под названием Les Vampyrettes с Конни Планком) (1981)
- On the Way to the Peak of Normal (1982)
- Snake Charmer (1983) c Джа Уобблом и Эджем
- Der Osten Ist Rot (1984)
- Full Circle (1984) с Джа Уобблом и экс-коллегой по Can Яки Либецайтом
- Rome Remains Rome (1987)
- Plight and Premonition (1988) с Дэвидом Силвианом
- Flux and Mutability (1989) с Дэвидом Силвианом
- Radio Wave Surfer (1991)
- Moving Pictures (1993)
- Clash (1998) с Dr. Walker
- Good Morning Story (1999)
- La Luna (2000)
- Linear City (2001) совместно с Susanne Drescher, Per Odderskove, Ray Darr, Darren B. Dunn, Marc Uzan, Ola Norlander, Haki, U-She, Drew Kalapach, Michael Letourneau, Alan Evil from EFPR, Luca Kormentini, Andrew Paine (Boomboy), The Weeds of Eden, Michael Banabila, Dreamfluid, Beatsystem, Noiseman433, Dane Johnson, James Webb, Panoptic, 1605 Munro, Tom Hamlyn
- The New Millennium (2003) с U-She
- Time and Tide (2001, переиздано в 2007) с U-She
- 21st Century (2007) с участием Ursa Major, Drew Kalapach
- Ode to Perfume/Fragrance (2009) сингл, ограниченный тираж в 500 копий
- Good Morning Story (2010) двойной альбом с тремя дополнительными треками, ограниченный тираж в 500 копий
- Way to LA (2010) сингл с участием Bison и Ursa Major
- Let’s Get Hot/Let’s Get Cool (2010) сингл, ограниченный тираж в 500 копий на красном виниле и 500 копий на синем
- Persian Love (Remix)/My Persian Love (2010) сингл на золотом виниле, ограниченный тираж в 1001 копию
- Dream Again (2010) сборник ремиксов на The East Is Red и Rome Remains Rome, ограниченный тираж в 666 копий
- Hit Hit Flop Flop (Remix)/Hey Baba Reebop (2011) сингл, ограниченный тираж в 444 копий

### В составеCan
- См. дискографию Can (все альбомы, за исключением Out of Reach)